# Václav Klaus
Václav Klaus (født 19. juni 1941 i Prag) er en tjekkisk politiker og tidligere præsident og premierminister i Tjekkiet. 
Han er en af landets vigtigste politikere siden kommunismens fald i 1989. Klaus er uddannet økonom og tilhører det højreorienterede Borgerlige Demokratiske Parti. Han var premierminister fra 1992 til 1997, og i 2003 blev han valgt som Václav Havels afløser på præsidentposten. Han blev den 7. marts 2013 af efterfulgtes af Miloš Zeman på præsidentposten.
Klaus voksede op i Praha, hvor han også studerede økonomi ved handelshøjskolen. Under foråret i Prag skrev han artikler i den reformvenlige tidsskrift Tvář og ugeavisen Literární noviny. Han havde en kortere akademisk karriere, før han begyndte at arbejde i den Tjekkoslovakiske centralbank frem til 1986. 
Siden 1990 har han skrevet over 20 bøger om flere sociale, økonomiske og politiske temaer. Flere af bøgerne er samlinger af artikler, taler og foredrag, han har fremført. Han har også skrevet artikler for Cato Journal, tidsskriftet til den amerikanske tænketank Cato Institute. Klaus er medlem af Mont Pelerin Society.
Klaus modtog i 2007 Den Hvide Ørns Orden fra Polens præsident.